# Stazione di Camden Road
La stazione di Camden Road è una stazione ferroviaria della ferrovia North London, situata nel quartiere di Camden Town nel borgo londinese di Camden.

## Movimento
La stazione è servita dalla linea North & West London della London Overground con otto treni all’ora in ciascuna delle due direzioni, operati da Arriva Rail London per conto di Transport for London.

## Strutture e impianti
La stazione si trova nella Travelcard Zone 2.

## Interscambi
La stazione consente l'interscambio con la stazione di Camden Town della linea Northern della metropolitana di Londra.
Nelle vicinanze della stazione effettuano fermata numerose linee automobilistiche, gestite da London Buses.
- Stazione metropolitana (Camden Town, linea Northern)
- Fermata autobus